# حريم السلطان (مسلسل)
حريم السلطان (بالتركية: Muhteşem Yüzyıl) هو مسلسل تلفزيوني تركي تاريخي ملحمي من 4 مواسم، عن الخليفة المسلم سليمان القانوني، أنتجه تيمور صافجي حسب رواية ميرال أوكاي، على القناة التلفزيونية التركية شو تي في أسبوعيا وفي أوقات الذروة على قناة ستار تي في التركية، وقد حقق المسلسل نجاحاً ساحقاً بتركيا ليتم عرضه في عدة دول عربية مدبلجًا باللهجة السورية.
يقدم المسلسل صورة مُتخيلة عن حياة السلطان العثماني سليمان القانوني ونزواته مسلطًا الدور أكثر على حياته الخاصة، وهو ما أثار لغطاً كبيرًا في تركيا بلغ حد المطالبة بتوقيفه من قبل البرلمان التركي، لأنه يحرف كثيرا من الحقائق وكون السلطان سليمان كان يقود الحملات الهامة بنفسه وقد توغل في عمق أوربا حتى وصل إلى فيينا، وقاد بنفسه ثلاث عشرة حملة عسكرية كبرى وفتح بنفسه 360 حصنا وقلعة، وبلغت الدولة الإسلامية في عهده أقصى اتساع لها حتى أصبحت أقوى دولة في العالم، وكانت قيادته للجيش العثماني قد أكسبته هيبة بين شعبه وجيشه وطاعتهم له وساعدت قيادته للجيش بعدم حصول أي تمرد أو عصيان من الجيش العثماني أو الإنكشارية عليه،  وهو الذي قال: «أُحب أن أموت غازيًا في سبيل الله»، قالها عندما خرج للجهاد عازما على حصار سيكتوار وكان عمره تجاوز السبعين عاما ونصحه الأطباء بالبقاء في العاصمة لكنه أصر أن يخرج على رأس ذلك الجيش،  وهو ما تجاهله المسلسل.

## ملخص المسلسل
يروي المسلسل التاريخي «حريم السلطان» في تصوير درامي قصة حياة السلطان سليمان القانوني الذي حكم الدولة العثمانية في فترتها الذهبية من سنة 1520 ميلادية وحتى وفاته سنة 1566 ميلادية. ويعتبر أهم حاكم في تاريخ الدولة العثمانية. تدور أحداث المسلسل التاريخي «حريم السلطان» خلال فترة القرن السادس عشر، ويستعرض الأحداث التي تجري في مقر حريم السلطان المعروف (بالحرملك السلطاني).
يستهلّ المسلسل حلقاته الأولى بصعود السلطان سليمان صاحب الحق الشرعي إلى السلطة بعمر 26 عاماً، بعد أن وضع نصب عينيه هدف تأسيس إمبراطورية أقوى من سلطة الإسكندر الكبير وأن يجعل من العثمانيين قوة لا تقهر، وليصبح خلال فترة حكمه التي دامت 46 عاماً، السلطان الشاب، والمحارب والحاكم الكبير، بعد تلقّيه نبأ تتويجه في حفلة صيد عام 1520 غير مدرك أنه سيحكم في ما بعد إقليماً يتجاوز أحلامه. وعند تنصيبه كحاكم للدولة العثمانية ترك زوجته (ماهيدفران) وابنه الصغير مصطفى وقصره في (مانيسا)، لينطلق بصحبة صديقه المقرّب ورفيقه إبراهيم للوصول إلى قصر طوب قابي في العاصمة أستانا. وفي هذه الأثناء، أبحرت سفينة عثمانية إلى البحر الأسود لجلب النساء هدايا للقصر، من بينهن (آلكساندرا لا روسا)، ابنة كاهن روسي أرثوذكسي بيعت للقصر. والتي ستصبح في المستقبل (هُرم)، زوجة السلطان سليمان وستنجب منه سليم الذي سيتولى حكم الدولة العثمانية بعد وفاة أبيه عبر سلسلة من المكائد وسفك الدماء التي دفع ثمنها وزيره الكبير (إبراهيم باشا). إضافة إلى إعدامه لأحد أبنائه كي تستمر لعبة السلطة الدموية، حيث الغاية تبرّر الوسيلة وكل شيء يصبح مقبولاً من أجل أن تنتصر لعبة السياسة والسلطة.

## أبطال المسلسل

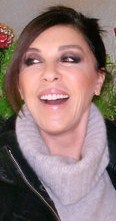
نيباهات جيري أدت دور السلطانة حفصة

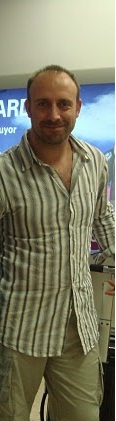
خالد ارغنش السلطان سليمان

تمّ اختيار الممثلة الألمانية من أصل تركي مريم أوزرلي لكون الدور الذي من المفترض أن تقوم بتأديتها لجارية روسية لا تتقن التركية من الأساس، تصبح فيما بعد أقوى سلطانة في الدولة العثمانية. كما تطلّ الممثلة التركية نور فتاح أوغلو التي عرفت بأسم بيسان في مسلسل العشق الممنوع (مسلسل) من خلال المسلسل في دور زوجة السلطان الأولى السلطانة ناهد دوران وام ولي العهد الأول الأمير مصطفى.
هذا ويجسّد الممثل التركي خالد ارغنج دور السلطان سليمان القانوني. ليتمّ اختيار ملكة جمال تركية الممثلة نباهت جهره المعروفة بٱسم فيروز خانم في مسلسل العشق الممنوع (مسلسل) لتجسّد دور السلطانة الأم والدة السلطان ورئيسة الحرملك.
| اسم الممثل         | الدور                          | الشرح                                                  |
| ------------------ | ------------------------------ | ------------------------------------------------------ |
| خالد ارغنش         | سليمان القانوني                | السلطان العاشر من السلاطين العثمانيين.                 |
| مريم أوزرلي        | هيام أو روكسلانا أو هرم        | الزوجة الثانية التي انجبت للسلطان خمسة اطفال.          |
| نور فتاح اوغلو     | ناهد دوران                     | الزوجة الأولى للسلطان التي انجبت له مصطفى الابن الأول. |
| نيباهات جيري       | عائشة حفصة سلطان               | أم السلطان سُليمان وزوجة السلطان سليم الأول.            |
| اوكان يالبيك       | إبراهيم باشا الفرنجي           | الصدر الاعظم (الوزير الاعظم).                          |
| سلمى ارجيك         | السلطانة خديجة                 | اخت السلطان سُليمان.                                    |
| فيليز احمد         | فريال خانم                     | مسؤولة الخدم وزوجة إبراهيم باشا لاحقاً ومسؤولة الحرملك. |
| سلمى كشيك          | ست دُرة                         | خادمة السلطانة الأم ومسؤولة الحرملك.                   |
| الأب اوكين         | كليمنت السابع                  | بابا الفاتيكان في تلك الفترة.                          |
| نهال بيوكاتشج      | "كوثر"                         | خادمة ماهدفران (ناهد دوران).                           |
| سليم باركتار       | سُمبل آغا                       | آغا الحريم.                                            |
| فاتح آل            | نصوح السلاحي                   | رسام، ومنمنم (فسيفساء).                                |
| محمد قونسار        | الأمير شاه زاده مصطفى          | أكبر أبناء السلطان سُليمان القانوني.                    |
| بوراك أوزشيفيت     | مأمون بالي بيك اوغلو           | قائد مغوار.                                            |
| تونجيل كورتيز      | القاضي محمد أبو السعود الافندي | القاضي المدني ثم العسكري لاحقاً.                        |
| بلين كارهان        | الاميرة مريم ((ميهريماه))      | ابنة السلطان سُليمان والسلطانة هُيام.                    |
| أراس بولوط إينيملي | الامير ((شاه زاده بايزيد))     | ابن السلطان سُليمان والسلطانة هُيام.                     |
| انجين اوزتورك      | الامير (شاه زاده سليم)         | ابن السلطان سُليمان والسلطانة هُيام.                     |
| بورجو اوزبيرك      | الاميرة (هوري جيهان)           | ابنت السلطانة خديجة                                    |

## دبلجة المسلسل
تكفلت شركة استديوهات آي بي سي للدبلجة والترجمة ABC Dubbing and Subtitles Studios  المعروفة بأداءها بدبلجتها لعدة مسلسلات، بإعداد ودبلجة المسلسل التركي في حين أن حقوق التوزيع في العالم العربي هي ملك لمؤسسة دبي للإعلام.
لم يتم تغيير أسماء الدول والمدن والأماكن في المسلسل لسببين حسب قول الشركة المدبلجة. الأول أن أسماء المدن والمناطق بات معروفاً الآن. وثانياً، مسلسل حريم السلطان هو مسلسل تاريخي، لهذا لم يستطع الكاتب تغيير أسماء القصور أو حتى المعارك. ليس في هذا المسلسل فقط، بل في جميع المسلسلات.
لكن القاعدة لم تطبق على أسماء
لكن رغم أنه مسلسل تاريخي وشخصيات المسلسل كانت حقيقية، ولكن تمت دبلجة بعض أسماء شخصيات المسلسل، نظراً لصعوبة نطق أسماء الشخصيات الأصلية مثل الجارية التي احبها السلطان التي كان اسمها لكن رغم أنه مسلسل تاريخي وشخصيات المسلسل كانت حقيقية، إلا أن صعوبة نطق أسماء الشخصيات الأصلية دعت شركة الدبلجة إلى تغيير بعض أسماء شخصيات المسلسل، مثل اسم الجارية التي احبها السلطان والتي كان في الأصل ألكسندرا (حافظت عليه الدبلجة) لكن عندما أسلمت وغيرت اسمها إلى هُّرم (المعروفة بأسم روكسلان عند الغربيين) أو كما يقولها العرب خُّوريم تم دبلجة الاسم إلى هُيام. أما زوجة السلطان الأولى ماهدفران تحولت إلى ناهد دوران والكثير من الشخصيات تم تغير اسماءها.
| الشخصية العربية | الشخصية التركية                           | الممثل                | مؤدي الصوت العربي | معلومات عن الشخصية                                                                          |
| --------------- | ----------------------------------------- | --------------------- | ----------------- | ------------------------------------------------------------------------------------------- |
| السلطان سُليمان  | السلطان سُليمان I. Süleyman                | خالد ارغنش            | خالد القيش        | السلطان العثماني سُليمان القانوني.                                                           |
| السلطانة هُيام   | السلطانة خُرَّم (أو هُّرم) Hürrem Sultan       | مريم أوزرلي           | لمى إبراهيم       | جارية روسية أصبحت زوجة السلطان سُليمان لديها أحلام للاستحواذ على مشاعره لبلوغ مقاليد الأمور. |
| إبراهيم البرغلي | إبراهيم باشا البرغلي Pargalı İbrahim Paşa | اوكان يالبيك          | عاصم حواط         | مملوك من أصدقاء السلطان وأصبح بين ليلة وضحاها وزير السلطان وصهره وهو عدو لدود لهُيام.        |
| السلطانة الأم   | السلطانة عائشة حفصة Ayşe Hafsa Sultan     | نباهت جهره            | فيلدا سمور        | ام السلطان سُليمان.                                                                          |
| دُرة خانوم       | دايه خاتون Daye Hatun                     | سلمى كشيك Selma Keçik | وفاء موصللي       | رئيسة الخدم                                                                                 |

### طاقم العمل في النسخة العربية
- هندسة الصوت: عمرو أيمن السمكري
- المكساج: منار السمكري
- المونتاج: بشر فيصل قهوجي
- الإعداد: سامي خويص وسعاد الخطيب
- الترجمة: غزال يشيل أوغلو
- مساعد المخرج: سمر خليل وصفاء عوض
- إدارة عمليات الإنتاج: غلن كلاك ومارغريت كلاك
- الإشراف الفني: رجاء خليل الأتاسي
- الإشراف التقني: منار أيمن السمكري
- الإشراف العام: عدنان حمزة

## الانتقادات الموجهة للمسلسل
يرى الداعية الإسلامي أن المسلسل افترى على السلطان سليمان القانوني، حيث يقول"هل نصدق في وصفه ابن العماد الحنبلي الذي جاء بعده بقليل وقال فيه: (لا يعرف الغلّ والخداع، ويتحاشى عن سوء الطباع ولا يعرف المكر والنفاق، ولا يألف مساوئ الأخلاق، بل هو صافى الفؤاد، صادق الاعتقاد).
أم أن نصدق ميرال أوكاي التي جاءت لنا بعد خمسمائة عام بزبالات كتب أعداء الخليفة لتصوغ لنا (حريم السلطان) وتظهر الخليفة رجلا فاسدا معاقر خمر متقلبا بين أحضان النساء يضحكن عليه ويغوينه؟ !"
وواجه المسلسل انتقادات عدة من الجمهور، وتظاهر عدد كبير من الأتراك أمام مبنى قناة «شو تي في» ورشقوها بالبيض الفاسد وقاموا بتمزيق إعلانات المسلسل.

واندلعت هذه الموجة من الانتقادات عقب خطاب في مطار محلي في 2012، لرئيس الوزراء التركي رجب طيب أردوغان خص فيه جانباً من الحديث لإدانة المسلسل، وتهديد فريق عمله بالتتبع القضائي:
 وقال أردوغان: إنه لا يعرف السلطان سليمان القانوني بالشخصية التي يظهر فيها في المسلسل، لافتاً إلى أن الأخير قضى ثلاثين عاماً من عمره على ظهر الخيول في إطار الحروب والفتوحات التي خاضها. كما تقدم النائب التركي عن حزب العدالة والتنمية الحاكم أوكتاي سارال بعريضة أمام البرلمان لإصدار قانون يسمح بوقف عرض مسلسل «القرن العظيم» المعروف في العالم العربي بحريم السلطان.
أسقطت النيابة العامة في إسطنبول التهم الموجهة ضد مخرجي مسلسل (حريم السلطان) ونجميه الأساسيين اللذين أديا دور السلطان سليمان القانوني والسلطانة هُيام، والمتعلقة بالإساءة إلى ذكرى السلطان العثماني (سليمان القانوني). ويذكر أن المخرج والممثلين شاركو في اعتصام مظاهرات 2009 المناوئة للاستحواذ على حديقة وأعمال العنف من الشرطة، ما أدى لعلاقة متوترة معهم مع الحزب الحاكم؛ كما يري قطاع كبير من العالم الإسلامي والعربي أنها تشويه صريح وحرب ضد آل عثمان العظام؛ ومنهم السلطان سليمان القانوني والسلطان أحمد خان الذي وُصف في المسلسل بالضعف وعدم اتخاذ القرارات؛ وهو علي النقيض من هذا تاريخيا هو وأخوته وأبنائه.

## انتقاد الجامعات
يقول أكبر بروفسورات التاريخ في تركيا إيلبار أورتا ييل، في لقاء صحفي له مع قناة 24 التركية بتاريخ 29 نوفمبر 2012، بأن " من كتب مسلسل " القرن العظيم "، أو مايعرف عربيًا " سلطان الحريم "، لا يعي أي شيء في التاريخ، وإنما قام بتغيير الوقائع التاريخية الخاصة بعهد سليمان القانوني الذي يُعد من أقوى السلاطين العثمانيين وأقلهم جلوسًا في قصره، ويبدو بأن الهدف هو قلب الحقائق للتقليل من حجم وقيمة سلطان وقائد عثماني فذ أقلق منام الغرب وأعداء الدولة الإسلامية في ذلك العهد.

### تكذيبالتاريخوالجانب العلمي
ومرد عديد هذه الانتقادات كان استناد المسلسل للنقل الروائي للكاتبة ميرال أوكاي (التي تتحفظ عليها كشخص الأوساط المحافظة لآراءها، حيث يتهمها عنها مقربون لحزب العدالة والتنمية بسبب كتبها أنها ملحدة) لحياة السلطان التي تركزت على الجانب الحسي والعاطفي. لكن بعض هذه الانتقادات كانت بالفعل له سند تاريخي علمي مثل بعض التسميات (مانيسا، ديار بكر) والأشياء (مثل الطماطم وبعض زينة قصر مصطفى وإبراهيم باشا وعناصر لباس تم تحليلها بالتفصيل من طرف مختصين) لم تكن موجودة أصلاً في الإطار المكاني والزماني الذي يغطيه المسلسل. مع ذلك يدافع مخرجون عالميون عن المسلسل لشح المعلومات التاريخية عن تلك التفاصيل الصغيرة.
يرى بعض المنتقدين للمسلسل أن المسلسل شوه صورة السلطان العثماني سليمان القانوني خاصة لأنه من أكثر أعداء أوروبا وقد أذاقها الويلات في ساحات النزال ولا يستطيع العلمانيون الانتقام منه إلا بهذه الطريقة ويقولون إن كاتبة السيناريو هي علمانية متطرفة لا علم لها بالتاريخ نهائيا.

## التوزيع في جميع أنحاء العالم
| الدولة           | العنوان المحلي                 | الشبكة                                      | البث الأول                                                                       | الوقت                                 |
| ---------------- | ------------------------------ | ------------------------------------------- | -------------------------------------------------------------------------------- | ------------------------------------- |
| تركيا            | Muhteşem Yüzyıl                | شو تيفي (الجزء 1 و2) ستار تيفي (الجزء 3 و4) | 2011                                                                             | 20:00                                 |
| العالم العربي    | حريم السلطان                   | فور شباب أبو ظبي بلس                        | 13 ديسمبر 2011                                                                   | 20:00                                 |
| أفغانستان        | حرم سلطان                      | 1TV                                         | غشت 2012                                                                         | ؟                                     |
| ألبانيا          | Sulltani - Shekulli Madhështor | ألبانيان سكرين                              | ديسمبر 2011                                                                      | 20:00                                 |
| أذربيجان         | Möhtəşəm əsr                   | ليدر تيفي                                   | ديسمبر 2011                                                                      | 20:10                                 |
| البوسنة والهرسك  | ؟                              | تلفزيون أو بي إن                            | 22 أغسطس 2012                                                                    | 20:00                                 |
| بنغلاديش         | সুলতান সুলেমান                      | ضبطه تف                                     | 18 نوفمبر 2015                                                                   | 19:30                                 |
| بلغاريا          | Великолепният век              | تيفي 7                                      | 7 سبتمبر 2012                                                                    | 20:30                                 |
| تشيلي            | El Sultán                      | كنال 13                                     | 14 ديسمبر 2014                                                                   | 23:00                                 |
| الصين            | ؟                              | تلفزيون الصين المركزي                       | سبتمبر 2013                                                                      | ؟                                     |
| كرواتيا          | Sulejman veličanstveni         | تلفزيون إر تي إل                            | 22 أغسطس 2012                                                                    | 19:00                                 |
| قبرص             | ؟                              | أنتينا                                      | سبتمبر 2012                                                                      | 21:30                                 |
| جمهورية التشيك   | Velkolepé století              | تيفي باراندوف                               | 17 ديسمبر 2011                                                                   | 20:00                                 |
| مصر              | حريم السلطان                   | إم بي سي مصر الحياة                         | نوفمبر 2011                                                                      | 40:00                                 |
| إستونيا          | Sajandi armastus               | كنال 2                                      | 1 سبتمبر 2013                                                                    | 19:35 أو 20:35                        |
| فرنسا            | Le siècle magnifique           | فرنسا 2                                     | شتنبر 2012                                                                       | 20:00                                 |
| اليونان          | Σουλεϊμάν ο Μεγαλοπρεπής       | أنتينا                                      | 28 أغسطس 2012 (الأجزاء 3a،2,1) 21 أكتوبر 2013 (الجزء 3b) 10 يونيو 2014 (الجزء 4) | 21:30 (الأجزاء 1,2,3) 22:15 (الجزء 4) |
| جورجيا           | დიდებული საუკუნე               | مايسترو تيفي                                | سبتمبر 2013                                                                      | 21:45                                 |
| المجر            | Szulejmán                      | إر تي إل كلوب                               | 4 يناير 2013                                                                     | 21:30                                 |
| إندونيسيا        | Abad Kejayaan/King Suleiman    | إي إن تيفي                                  | 22 ديسمبر 2014                                                                   | 21:30                                 |
| إيران            | حريم سلطان                     | جيم تيفي                                    | سبتمبر 2012                                                                      | 22:00                                 |
| إسرائيل          | הסולטאן                        | إسرائيل بلوس                                | ديسمبر 2013                                                                      | 19:00                                 |
| إيطاليا          | Il secolo Magnifico            | بابل تيفي                                   | يونيو 2013                                                                       | ؟                                     |
| كازاخستان        | Сүлеймен сұлтан                | وكالة خبر                                   | 15 مارس 2012                                                                     | ؟                                     |
| قرغيزستان        | Даңазалуу доор                 | تلفزيون قرغيزيا                             | 15 مارس 2012                                                                     | ؟                                     |
| كوسوفو           | ؟                              | إرتيفي 21                                   | يناير 2012                                                                       | 20:00                                 |
| ليتوانيا         | Didingas amžius                | إل إن كا                                    | 7 سبتمبر 2013                                                                    | 15:00                                 |
| مقدونيا          | Величествениот султан          | كنال 5                                      | 12 ديسمبر 2011                                                                   | 21:00                                 |
| المغرب           | حريم السلطان                   | مدي 1 تي في                                 | ديسمبر 2011                                                                      | ؟                                     |
| الجبل الأسود     | Sulejman Veličanstveni         | بيرفا تيفي راديو وتلفزيون مونتينيغرو        | مارس 2012 11 أكتوبر 2013                                                         | 20:00 20:05                           |
| باكستان          | میرا سُلطان                     | جيو كهاني                                   | 10 ماي 2013 27 يناير 2015                                                        | 21:00                                 |
| بولندا           | Wspaniałe stulecie             | تي في بي 1                                  | 6 أكتوبر 2014                                                                    | 15:45                                 |
| رومانيا          | Süleyman Magnificul            | كنال دي رومانيا                             | 4 سبتمبر 2012                                                                    | 20:00                                 |
| روسيا            | Великолепный век               | دوماشني                                     | 9 يناير 2012                                                                     | 21:00                                 |
| صربيا            | Süleyman Magnificul            | تلفزيون صربيا الأول بي92 نوفا إر إس بينك    | 9 فبراير 2012 1 سبتمبر 2013 17 سبتمبر 2013 19 سبتمبر 2014                        | 20:20 19:05 20:00 20:00               |
| سلوفاكيا         | Sultán                         | تيفي دوما                                   | 15 ديسمبر 2011                                                                   | 20:30                                 |
| سلوفينيا         | Sulejman Veličastni            | بلانيت تيفي                                 | 5 مارس 2013                                                                      | 12:50                                 |
| إسبانيا          | ؟                              | 1+1                                         | 7 يوليوز 2014                                                                    | 21:32                                 |
| تونس             | حريم السلطان                   | نسمة (قناة)(الجزء 1 و2 و3 و4)               | أبريل 2013                                                                       | 21:10                                 |
| أوكرانيا         | ؟                              | 1+1                                         | 3 أكتوبر 2012                                                                    | 17:15                                 |
| الولايات المتحدة | Suleimán - El Gran sultán      | موندوفوكس                                   | 1 يوليوز 2014                                                                    | 20:00                                 |
| العراق           | - حريم السلطان                 | قناة البغدادية الشرقية                      | 2012 1 يوليو 2013                                                                | 20:00                                 |

## روابط خارجية
- حريم السلطان على موقع IMDb (الإنجليزية)
- حريم السلطان على موقع نتفليكس (الإنجليزية)
- حريم السلطان على موقع كينوبويسك (الروسية)
- حريم السلطان على موقع قاعدة بيانات الفيلم (الإنجليزية)